# Medismo
Na Grécia Antiga, medismo (em grego: μηδισμός) era a atitude dos gregos em favor dos persas ou dispostos a aceitar sua supremacia. Qualquer adesão à causa dos persas e particularmente a cooperação política ou militar voluntária com os persas foram consideradas ofensas puníveis, especialmente durante as Guerras Médicas. A adoção de costumes e tradições persas, o uso de roupas persas ou um estilo de vida luxuoso em geral também poderia ser considerado medismo.
O etnônimo "medo" era frequentemente usado pelos gregos para se referir aos persas, embora, estritamente falando, os medos fossem um povo iraniano diferente, sujeito aos persas. Foi só na década de 470 a.C. que o uso do termo "medo" diminuiu um pouco em favor do termo "persa", sendo a peça Os Persas, de Ésquilo, um dos primeiros exemplos disso.
O medismo era considerado uma gafe, até mesmo um crime, em muitas cidades-estado da Grécia Antiga. No entanto, não parece ter sido especificamente criminalizado. Por exemplo, em Atenas, suspeitos de medismo foram acusados de traição. A evidência sugere que isso também era verdade para outras cidades-estado gregas: em Teos, por exemplo, uma lei do período clássico determinava que qualquer um que traísse a cidade deveria ser punido com a morte, mas não distinguia traição em favor dos persas de qualquer outro grupo.
Nas disputas e batalhas políticas internas diárias, o medismo era frequentemente usado como uma arma, assim, por exemplo, contra Temístocles e Pausânias, apesar de suas vitórias sobre os persas perto de Salamina e em Plateias, respectivamente. Depois de ser condenado ao ostracismo e acusado de medismo, Temístocles foi até condenado à morte, mas ele conseguiu fugir da Grécia e tomar refúgio com Artaxerxes I. No caso de Pausânias, a acusação de conspiração com os persas foi substanciada por sua maneira de se vestir à moda persa, seu guarda-costas oriental e sua suposta intenção de se casar com uma das filhas do rei persa.
Pausânias foi acusado de medismo por outros estados membros da Liga Helênica; uma acusação que permitiu a Atenas assumir o controle da liga. Heródoto menciona o chamado "medismo estatal" de Egina, Tessália, Argos, Tebas e outros beócios. Políticos astutos em Atenas frequentemente exploravam os sentimentos populares contra o medismo como um meio de seu próprio progresso, o que uma vez levou a uma rivalidade entre os poetas Timocreon de Rodes e Simônides de Ceos em apoio e contra Temístocles, respectivamente.